# Voiron
Voiron (frankoprovensálsky Vouèron) je obec ve Francii v departementu Isère v regionu Auvergne-Rhône-Alpes. Leží v oblasti Dauphiné. Nachází se zhruba 70 km jihovýchodně od Lyonu, 24 km severně od Grenoblu. Má necelých 20 tisíc obyvatel.

## Historie
Voiron byl ve středověku součástí Savojského hrabství. 
K roku 1700 mělo město se svým okolím asi 1 200 obyvatel, více než sto z nich pracovalo ve zpracovávání lnu a průmyslového konopí. Od počátku 18. století výroba plátna probíhala v továrně Voironnaise. Privilegia udělená už Ludvíkem XII. zmizela během Velké francouzské revoluce. Výroba plátna však pokračovala a jeho dobrá pověst umožnila Voironu pokračovat v produkci i za císařství, a to hlavně díky armádním zakázkám.
V devatenáctém století došlo k úpadku produkce plátna ve Voironu kvůli vymizení plachetnic, které bylo velkým spotřebitelem pláten. Voiron se stal známým pro své jemné hedvábí, vyhledávané evropskou vyšší třídou. Roku 1876 zde vznikl kostel Saint-Bruno v novogotickém stylu se sochou Panny Marie a Jezulátka.
Společnost Skis Rossignol byla založena roku 1907 Abelem Rossignolem. Ta zaměstnala nejen mnoho obyvatel Voironu, ale i značné množství italských přidtěhovalců.
K roku 1914 disponoval podnik na tkaní hedvábí téměř 3 000 tkalcovskými stavy. Současně vzestup papíren na březích zdejší řeky Morge přilákal do města dělníky. Byla také založena společnost Radiall a počet obyvatel Voironu vzrostl na 15 tisíc.
V 21. století Voiron zůstává významným hospodářským a správním centrem departementu Isère. Voiron se snažil udržet svou nezávislost na svém mnohem větším sousedovi, aglomeraci Grenoblu. Voiron přežil obtížné období po odchodu společností Rossignol a Johnson & Johnson. Pays Voironnais pracuje na vytváření nových pracovních míst. Kvůli rozrůstání měst mezi Voreppe a Voironem, toto město od roku 2010 Národním institutem statistiky a ekonomických studií považuje za součást Grenoble-Alpes Métropole.

## Osobnosti
- Dantès Dailiang (*1978), písničkář
- Christophe Bouchut (*1966), automobilový závodník
- Mélina Robertová-Michonová (*1979), diskařka
- Fabien Centonze (*1996), fotbalista

## Partnerská města
Bassano del Grappa, Itálie

 Droitwich Spa, Spojené království

 Herford, Německo

 Šibenik, Chorvatsko